# Creativity
Creativity is een Amerikaanse atheïstische nieuwe religieuze beweging die blanke suprematie, rassensegregatie, antitheïsme, antisemitisme, wetenschappelijk racisme, homofobie en naturalisme aanhangt. Ze werd in 1973 opgericht door Ben Klassen als de Church of the Creator. Ze is actief in de Verenigde Staten, Australië en een aantal Europese landen. Het Southern Poverty Law Center en de Anti-Defamation League duiden Creativity aan als een hate group.
Creativity noemt zichzelf een "blanke raciale" religie, uitgaand van blanke suprematie en wetenschappelijk racisme. Het wereldbeeld van Creativity is naturalistisch, atheïstisch en racialistisch, gebaseerd op de waarden die het zogenaamde "overleven, uitbreiden en bevorderen van het blanke ras" bewerkstelligen. Aanhangers van Creativity noemen zichzelf Creators (Scheppers). De leider van Creativity draagt de titel "Pontifex Maximus (PM)", en wordt gekozen voor een periode van 10 jaar.
De jaren voorafgaand aan het ontstaan van Creativity staan bekend als Prius Creativitat, of "vóór Creativity". De heilige dagen zijn "van groot belang voor Creators, en herdenken een belangrijke gebeurtenis in de geschiedenis van Creativity en het blanke ras".

## Opvattingen
Van Creators wordt verwacht dat ze vijf keer per dag een religieus ritueel uitvoeren; het reciteren van de "Vijf fundamentele overtuigingen van Creativity". Creativity is een raciale religie waarvan het hoofddoel de zogenaamde "overleving, uitbreiding en vooruitgang van het blanke ras" is. 
Er zijn drie "basisboeken" geschreven door Klassen die als leidraad gelden voor Creativity;
- Natures Eternal Religion (1973)
- The White Man's Bible (1981)
- Salubrious Living (1982)

| Religieuze feest- en gedenkdagen van Creativity | Religieuze feest- en gedenkdagen van Creativity | Religieuze feest- en gedenkdagen van Creativity                      |
| Naam                                            | Datum                                           | Opmerking                                                            |
| ----------------------------------------------- | ----------------------------------------------- | -------------------------------------------------------------------- |
| Zuid-Overwinningsdag (South Victory Day)        | 26 januari                                      | Herdenkt de blanke verovering van het Australische continent in 1788 |
| Klassendag (Klassen Day)                        | 20 februari                                     | Verjaardag van Ben Klassen in 1918                                   |
| Oprichtingsdag (Founding Day)                   | 21 februari                                     | Verjaardag van de publicatie van het boek Nature's Eternal Religion  |